# کواراتا
کواراتا (به ایتالیایی: Quarrata) یک کومونه در ایتالیا است که در استان پیستویا واقع شده‌است.

## خصوصیات
کواراتا ۴۶٫۰ کیلومترمربع مساحت و ۲۴٬۶۰۰ نفر جمعیت دارد و ۴۸ متر بالاتر از سطح دریا واقع شده‌است.

## خواهرخوانده
شهرهای بیت ساحور، وزلو و اغوانیت خواهرخوانده‌های کواراتا هستند.